# Hugo Junkers
Hugo Junkers (Rheydt, 3 de fevereiro de 1859 — Gauting, 3 de fevereiro de 1935) foi um engenheiro e professor universitário alemão.
Formou-se em engenharia mecânica na Universidade Técnica de Aachen, em 1883.
Hugo Junkers trabalhou primeiramente como professor de termodinâmica em Aachen. Seus estudos iniciais envolveram turbinas a vapor e o aquecimento de água a gás. Estas pesquisas fizeram com que ele desenvolvesse um calorímetro de fluxo contínuo, que permitisse a determinação prática do poder calorífico de gases combustíveis, com finalidades comparativas quanto a sua qualidade. Entretanto, o mais marcante mérito de Junkers  foi ligado à indústria aeronáutica, participando da concepção das asas biplanas e trabalhando com o conceito do uso de materiais leves e resistentes para a indústria aeronáutica, como o metal alumínio. Durante a Primeira Guerra Mundial, o governo alemão o forçou a se focar na indústria aeroespacial. Como engenheiro, patenteou diversos aviões, inclusive de caça e desenvolveu projetos para a Alemanha Nazista na Luftwaffe durante a Segunda Guerra Mundial.
Em 1895 fundou a Junkers & Co, a maior empresa aeroespacial alemã. Em 1939 o Terceiro Reich tomou suas várias patentes e o controle de seus negócios. Por outro lado, outra indústria sua, a Junkers Wärmetechnik, tornou prático um aquecedor doméstico de água a gás, que permitiu popularizar o uso de banhos quentes. Mais recentemente, a fábrica de aquecedores Junkers foi adquirida pela firma Robert Bosch GmbH.